# Klaus Muttach
Klaus Muttach (* 18. Juni 1963 in Ringsheim) ist ein deutscher Politiker (CDU). Er war von 1993 bis 2007 Bürgermeister von Seelbach und von 2007 bis 2023 Oberbürgermeister von Achern.

## Leben

### Ausbildung und Beruf
Klaus Muttach machte 1982 am Städtischen Gymnasium in Ettenheim das Abitur und war von 1983 bis 1987 Inspektoren-Anwärter für den gehobenen Verwaltungsdienst bei der Gemeinde Ringsheim. Von 1985 studierte er an der Fachhochschule Kehl. Anschließend arbeitete er am Erzbischöflichen Ordinariat, dort wurde er 1988 stellvertretender Leiter der Besoldungsstelle, dann 1990 Sachgebietsleiter.

### Politische Karriere
Bereits in seiner Jugend engagierte er sich in der CDU. So  gründete er mit 17 einen Ortsverband der Jungen Union (JU) in Ringsheim, der er sieben Jahre als Vorsitzender diente. Anschließend war er drei Jahre Kreisvorsitzender der Jungen Union Ortenau sowie einige Jahre Mitglied im Bezirksvorstand der JU. Von 1989 bis 1993 war er im Gemeinderat und erster Bürgermeisterstellvertreter seiner Heimatgemeinde Ringsheim.
Am 17. Oktober 1993 wurde er zum Bürgermeister von Seelbach gewählt. Er trat das Amt am 6. Dezember 1993 an. 2001 wurde er wiedergewählt. Während dieser Zeit war er an verschiedenen Projekten des Stadtausbaus beteiligt, unter anderem  die Einrichtung eines Campingplatzes, dem Bau eines Pflegeheims und die komplette Sanierung und Neugestaltung des ehemaligen Franziskanerklosters. Daneben war er an der Einrichtung der Modellgemeinde Seelbach für bürgerschaftliches Engagement sowie den Lokalsender Seelbach-TV beteiligt. 2004 wurde er Fraktionschef der CDU im Kreistag. 2007 bewarb er sich für den Posten des Oberbürgermeisters in Achern als Nachfolger von Reinhart Köstlin. Im zweiten Wahlgang am 14. Oktober 2007 konnte er sich gegen sechs Kandidaten, unter anderem gegen Dietmar Späth, mit der relativen Mehrheit durchsetzen. Er trat das Amt am 4. November 2007 an. 2015 gelang ihm die Wiederwahl. Mit seinem 25. Dienstjubiläum wurde er damit dienstältester Bürgermeister im Ortenaukreis. In seine Amtszeit fielen unter anderem die Wiederbelebung der Illenau mit Umzug des Rathauses und die Einrichtung der Stadtbibliothek im alten Rathaus. Bei der Wahl 2023 kandidierte er nicht erneut. Er hatte das Amt bis Ende Oktober 2023 inne. Ihm folgte Manuel Tabor (ebenfalls CDU) nach.
2019 drohte er mit Parteiaustritt, falls die CDU in Thüringen mit der Partei Die Linke zusammenarbeiten würde.

## Privatleben
Klaus Muttach ist verheiratet und hat drei Töchter.